# Dunn (North Carolina)
Dunn ist eine City im Harnett County, North Carolina, USA. Das U.S. Census Bureau ermittelte bei der Volkszählung 2020 eine Einwohnerzahl von 8446.
Der Wahlspruch der Stadt lautet: „It's a great place to be“ (dt. sinngemäß: Hier lässt's sich großartig leben).

## Söhne und Töchter der Stadt
Dunn ist der Geburtsort des Rock-’n’-Roll-Gitarristen Link Wray und von General William C. Lee.
- Debbi Morgan (* 1956), Schauspielerin
- William C. Lee (1895–1948), Fallschirmjäger, General
- Link Wray (1929–2005), Musiker
- Lucky Wray (1924–1979), Country- und Rockabilly-Sänger